# Descosaquización
La descosaquización (ruso: Raskazáchivaniye; Расказачивание) fue una política bolchevique de sistemática represión contra los cosacos del Imperio ruso, especialmente las hordas del Don y Kubán, entre 1917 y 1933 destinada a la eliminación de los cosacos como una entidad étnica, política y económica diferenciada. 
Aunque muchos estudiosos del tema lo clasifican como un genocidio, como Shane O'Rourke, experto en la historia cosaca, hay otros que lo rechazan, como Peter Holquist, «no era un programa abierto de genocidio» sino un intento «despiadado» de «dedicación de ingeniería social» para «eliminar los grupos sociales indeseables».
El coste humano fue de 300.000 a 500.000 muertos y deportados sobre una población de tres millones. Otras estimaciones dan un número de muertos inferior a 5.598 y otros tan altos como 1.000.000.